# Opilí slávou
Opilí slávou (v anglickém originále Delirious) je americký hraný film z roku 2006, který natočil režisér Tom DiCillo podle vlastního scénáře. Je příběhem dvacetiletého Tobyho (Michael Pitt), který se z bezdomovce vypracuje na asistenta paparazza (Steve Buscemi). Následně se zamiluje do zpěvačky jménem K'harma (Alison Lohman). Dále ve filmu hráli například Cinqué Lee, Callie Thorne, Kevin Corrigan a Elvis Costello. Autorem hudby k filmu je Anton Sanko.